# Théâtre irlandais

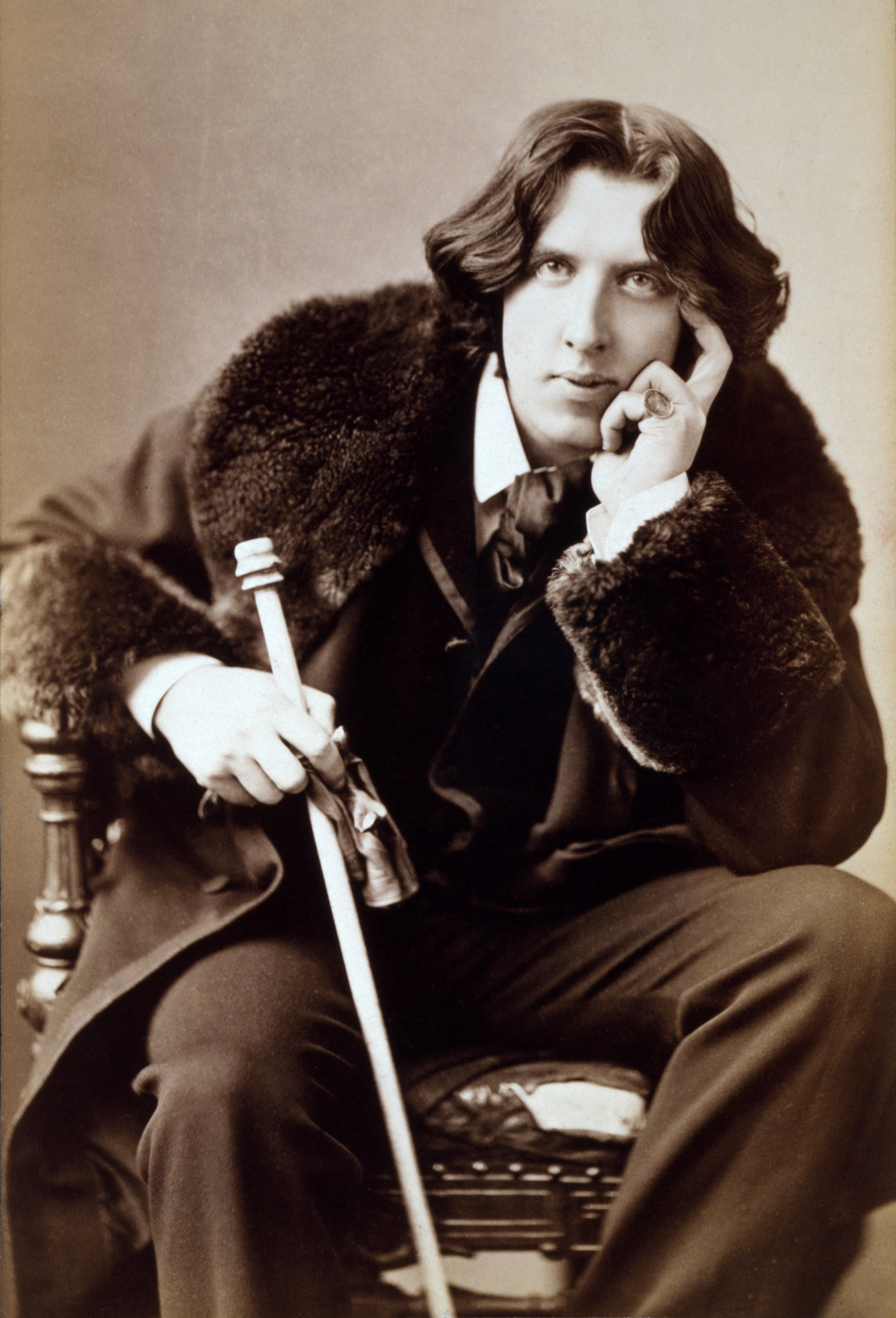
Oscar Wilde est un des plus célèbres dramaturges irlandais

Le théâtre irlandais nait sous l'administration anglaise (XVIIIe siècle). Au cours des quatre siècles suivants, l'Irlande contribue de manière inattendue au théâtre en anglais.
Si les productions théâtrales en Irlande cherchaient au départ à servir la politique de l'administration anglaise, le développement des théâtres et la croissance continue du nombre de spectateurs permirent d'offrir une plus grande variété de spectacles. De nombreux théâtres dublinois ont créé des relations avec leurs confrères londoniens, faisant que des artistes et productions de la capitale britannique ont commencé à fouler les scènes irlandaises. Toutefois, la plupart des dramaturges irlandais tels que William Congreve ou George Bernard Shaw ont décidé de se représenter à l'étranger afin de se faire un nom.
Au début du XXe siècle, les théâtres et les troupes - dont le nombre est déjà important - ont développé leurs propres mises en scène, nombre d'auteurs, permettant aux metteurs en scène et aux acteurs de se faire connaitre. C'est ainsi que de nombreux auteurs irlandais se sont rendus célèbres sous cette appellation, et pas celle d'acteur anglais ou américain.

## Débuts
Au-delà de pièces de théâtre d'ordre religieux datées du XIVe siècle, la première trace documentée d'une production théâtrale traitant de l'Irlande est la pièce Gorboduc, datée de 1601 et présentée par Lord Mountjoy au château de Dublin. Il s'agissait d'une pièce écrite par Thomas Sackville et Thomas Norton pour les fêtes de Noël de 1561-1562 à l'Inner Temple de Londres. Elle fut apparemment retenue pour son intrigue : l'histoire d'un royaume divisé et sombrant dans l'anarchie, situation semblable à celle de l'Irlande à l'époque. Mountjoy lança une véritable mode et les représentations privées devinrent courantes dans les grandes maisons de toute l'Irlande au cours des trente années qui suivirent.

## Kilkenny
En 1642, à la suite de la Première Révolution anglaise, les Cavaliers de Dublin furent contraints de fuir la ville. Bon nombre d'entre eux se rendirent à Kilkenny pour rejoindre une confédération qui s'y était formée. La tradition théâtrale de Kilkenny remontant à 1366, la troupe dublinoise, fort atténuée, décida de s'y établir. Une nouvelle pièce y fut publiée, A Tragedy of Cola's Fury ou Lirenda's Misery, une œuvre politiquement engagée, Lirenda étant une anagramme d'Irlande en anglais.
Avec la restauration de la monarchie en 1661, John Ogilby fut chargé de réaliser les croquis des arcs de triomphe et d'écrire des masques pour l'entrée du nouveau roi dans Londres. Il ouvrit le Smock Alley Theatre à Dublin. Malgré ses débuts prometteurs, le nouveau théâtre se trouvait sous le contrôle de l'administration du Château de Dublin et les représentations étaient principalement des pièces pro-anglaises ainsi que des classiques shakespeariens. Les auteurs et acteurs irlandais de grand talent se rendaient donc irrémédiablement à Londres.
- David Barry (1587-1629)
- George Farquhar (1678-1707)

## La Restauration anglaise
William Congreve fut un des premiers dramaturges de cette période et un des plus grands auteurs du paysage théâtral londonien de la fin du XVIIIe siècle. Bien que né dans le Yorkshire, Congreve grandit en Irlande et étudia en compagnie de Jonathan Swift à Kilkenny et au Trinity College de Dublin. Son diplôme en poche, Congreve partit faire ses études de droit à Londres où il commença sa carrière littéraire. Il écrivit sa première pièce, The Old Bachelor (1693), grâce au mécénat de John Dryden et en écrivit au moins quatre autres. La dernière, Le Train du monde (ou Ainsi va le monde), publiée en 1700, est de nos jours encore mise en scène régulièrement. À l'époque de sa création, la pièce fut cependant un échec relatif et Congreve arrêta d'écrire pour le théâtre.
Le couronnement de Guillaume III d'Angleterre bouleversa la politique du Château de Dublin et notamment son attitude envers le théâtre. Le Smock Alley Theatre survécut jusqu'en 1811 et d'autres théâtres tels que le Theatre Royal, le Queens' Theatre et le Gaiety Theatre ouvrirent au cours du XIXe siècle. Cependant, pendant les deux cents ans qui suivirent, les événements principaux de l'histoire du théâtre irlandais se déroulèrent à l'étranger, principalement à Londres.

## XVIIIesiècle

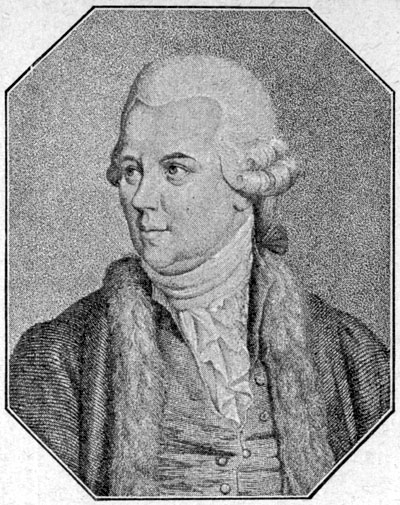
Oliver Goldsmith

Le XVIIIe siècle vit l'émergence de deux dramaturges irlandais considérables, Oliver Goldsmith et Richard Brinsley Sheridan, qui furent deux des auteurs ayant le plus de succès sur les scènes londoniennes au XVIIIe siècle. Goldsmith (1728-1774), né dans le comté de Roscommon, grandit dans un environnement particulièrement rural. Il entra au Trinity College en 1745 et obtint son diplôme en 1749. Il rentra chez lui et commença à voyager en 1751 avant de s'installer à Londres en 1756, où il publia de la poésie, des romans et deux pièces, The Good-Natur'd Man (L'Homme de bonne qualité) en 1768 et Elle s'abaisse pour triompher en 1773. Celle-ci fut un succès retentissant et elle est encore de nos jours souvent mise en scène.
Sheridan (1751-1816) vit le jour à Dublin, dans une famille de forte tradition littéraire et théâtral. Sa mère était auteur et son père responsable du Smock Alley Theatre. Sa famille s'installa en Angleterre dans les années 1750 et Sheridan devint élève de la fameuse Harrow School. Sa première pièce, Les Rivaux, publiée en 1775, fut jouée à Covent Garden et fut un succès immédiat. Il devint par la suite le plus grand dramaturge londonien de la fin du XVIIIe siècle grâce à ses pièces L'École de la médisance et Le Critique. Il était propriétaire du Drury Lane Theatre, qu'il acheta à David Garrick. Le théâtre brûla en 1809 et Sheridan passa le reste de sa vie dans des conditions difficiles. Il est enterré dans le coin des poètes de l'Abbaye de Westminster.

## XIXesiècle
Dion Boucicault (1820-1890) succéda à Sheridan en tant que dramaturge irlandais de renom. Il vit le jour à Dublin mais fut envoyé terminer sa scolarité en Angleterre. C'est à l'école qu'il commença à écrire des ébauches de pièces et à jouer sous le nom de Lee Moreton. Il joua lui-même dans sa première pièce, Legend of Devil's Dyke (1838), à Brighton. Sa première production londonienne fut Le Bel Air de Londres en 1841. Ce fut un succès et il semblait alors que Boucicault allait devenir l'auteur majeur de son époque. Les pièces suivantes ne rencontrèrent toutefois pas autant de succès et Boucicault se retrouva endetté. Il retrouva un certain succès grâce à la pièce Les Frères corses (1852), une adaptation du roman d'Alexandre Dumas.
Il déménagea à New York en 1853, où il remporta un vif succès avec Les Pauvres de New York (1857), une adaptation de l'œuvre d'Eugène Nus et Édouard Brisebarre, Les Pauvres de Paris, puis avec Dot en 1859, une adaptation d'un conte de Charles Dickens, Le Grillon du foyer, et enfin avec The Octoroon en 1859. Ces pièces traitent de thèmes tels que la pauvreté dans les villes et l'esclavage. Boucicault participa également à la loi de 1856 sur les droits d'auteur lors de son passage au Congrès. Sa dernière pièce new-yorkaise, Le Lac de Glenaston, date de 1860. La même année, Boucicault rentra à Londres pour mettre en scène la pièce, qui fut jouée 247 fois à l'Adelphi Theatre. Il écrivit d'autres pièces à succès, notamment The Shaughran (1875) et Robert Emmet (1884). Ces pièces contribuèrent à perpétuer le stéréotype de l'Irlandais saoul, fougueux et bavard qui était un lieu commun du théâtre britannique depuis l'époque de Shakespeare. Parmi les dramaturges irlandais de l'époque figurent John Banim et Gerald Griffin (en), dont le roman Les Collégiens que Boucicault adapta dans Le Lac de Glenaston.
Boucicault est considéré comme le dramaturge irlandais le plus spirituel de la période entre Sheridan et Oscar Wilde (1845-1900). Wilde vit le jour à Dublin dans une famille littéraire et étudia au Trinity College où il fut particulièrement brillant. En 1874, il remporta une bourse afin d'étudier au Magdalen College d'Oxford. C'est là qu'il commença sa carrière d'écrivain en remportant le prix Newdigate pour son poème Ravenne. Il dut mettre fin à ses études au cours de sa deuxième année à Oxford quand son père mourut, laissant derrière lui de nombreuses dettes.
Lors de sa courte mais brillante carrière littéraire, Wilde écrivit de la poésie, des nouvelles, des critiques et un roman, mais ce sont ces pièces de théâtre qui représentent sans doute la partie la plus remarquable de son œuvre. Son premier succès théâtral fut L'Éventail de Lady Windemere en 1892, qui fit de lui la coqueluche du tout Londres. S'ensuivirent Une femme sans importance en 1893, Un mari idéal en 1895 et, la même année, sa pièce la plus célèbre, L'Importance d'être Constant.

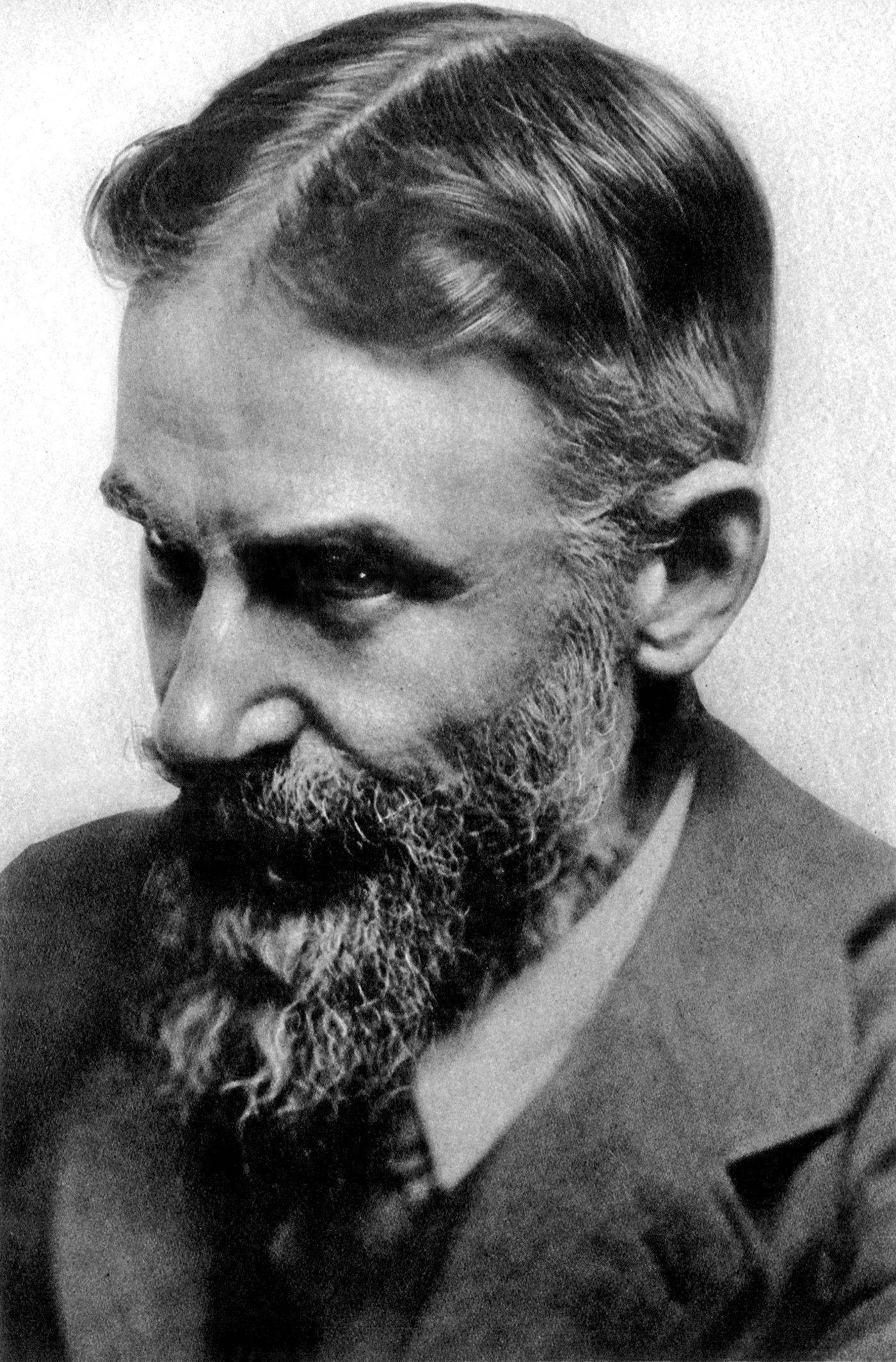
George Bernard Shaw

Avec ces pièces, Wilde finit par dominer le paysage théâtral de la fin de l'ère victorienne. Ses pièces sont célèbres pour leur légèreté et leur esprit mais il parvint également à traiter de sujets sérieux concernant les classes sociales, la sexualité et l'identité en parlant, comme il le disait lui-même, « des choses sérieuses avec légèreté et des choses légères avec sérieux ». Certains événements de la vie privée d'Oscar Wilde prirent le pas sur son succès littéraire et il mourut à Paris en 1900. Il reste un des grands personnages de l'histoire du théâtre irlandais et ses pièces sont jouées sur les scènes du monde entier.
George Bernard Shaw (1856-1950), contemporain de Wilde, fut un écrivain tout à fait différent. Né à Dublin, Shaw déménagea à Londres en 1876 dans le but de devenir romancier. Il devint actif dans les milieux socialistes et devint membre de la Fabian Society. Il était également connu pour être végétarien. Son écriture théâtrale subit l'influence de Henrik Ibsen. Ses premières pièces politiques ne connurent pas vraiment de succès mais il fit une percée avec La Seconde Île de John Bull en 1904. Il fut extrêmement prolifique et l'ensemble de ses œuvres tient en 36 volumes. Bon nombre de ses pièces ont de nos jours sombré dans l'oubli mais certaines d'entre elles, dont La Commandante Barbara (1905), Sainte Jeanne (1924), généralement considérée comme son chef-d'œuvre, et Pygmalion, sont encore mises en scène. Pygmalion servit d'inspiration au film My Fair Lady dont profita la National Gallery of Ireland, à laquelle Shaw avait cédé les droits de la pièce. George Bernard Shaw remporta le Prix Nobel de littérature en 1924. Sa statue se dresse aujourd'hui devant l'entrée du musée.

## Le Théâtre de l'Abbaye
L'ouverture en 1899 à Dublin de l'Irish Literary Theatre, qui allait devenir le Théâtre de l'Abbaye, marqua un changement majeur dans l'histoire du théâtre irlandais. L'histoire de ce théâtre est bien documentée et la liste des auteurs dont les pièces furent jouées pour la première fois au début du XXe siècle atteste son importance. Parmi ceux-ci figurent William Butler Yeats, Lady Gregory, John Millington Synge, George Moore, et Seán O'Casey. De manière tout aussi significative, grâce à l'introduction par Yeats, à travers Ezra Pound, d'éléments du théâtre nō japonais, tendance à mythologiser les situations de la vie quotidienne, en particulier par des pièces écrites en anglais d'Irlande, le Théâtre de l'Abbaye allait être une source puissante de fascination chez les futurs dramaturges irlandais. On peut ainsi dire que c'est l'Abbaye qui créa les éléments principaux du style théâtral national irlandais.
Le nombre de pièces écrites en irlandais augmenta alors singulièrement, en particulier après la formation, en 1928, de l'An Taidhbhearc, théâtre consacré à la langue irlandaise. Le Gate Theatre, également fondé en 1928 sous la houlette de Hilton Edwards et Micheál MacLiammoir, présentait au public irlandais de nombreux classiques du théâtre européen.

## L'après-guerre
Le XXe siècle vit un grand nombre d'auteurs connaître le succès. Samuel Beckett en est probablement l'exemple le plus significatif. Beckett avait déjà derrière lui une longue carrière de romancier et de poète avant sa première pièce, En attendant Godot (1953), qui le rendit célèbre. Cette pièce est, avec Fin de partie (1957), un des plus grands chefs-d'œuvre du théâtre de l'absurde. Beckett reçut le Prix Nobel en 1969.
Le Lyric Theatre, fondé en 1944 par Austin Clarke, produisit jusqu'en 1951 au Théâtre de l'Abbaye de nombreuses pièces en vers de Clarke lui-même. À partir du milieu des années 1950, l'église unitarienne de St Stephen's Green à Dublin accueillait l'Amharclann an Damer/Damer Theatre. Le Damer produisit des pièces professionnelles et amateurs en irlandais. La première mondiale de An Giall (Deux otages) de Brendan Behan y eut lieu en 1957. Le théâtre ferma à la fin des années 1970. Behan devint extrêmement populaire, notamment grâce à sa collaboration avec le Theatre Royal de Joan Littlewood dans le borough de Stratford à Londres.
Parmi les autres grands dramaturges de l'époque figurent : Denis Johnston, Thomas Kilroy, Tom Murphy, Hugh Leonard et John B. Keane.

## Évolution récente
Le Théâtre de l'Abbaye fut la source d'influence majeure du théâtre irlandais au XXe siècle. L'exemple de Beckett fut presque ignoré, même si de nos jours ses pièces sont jouées régulièrement dans les théâtres irlandais. Behan, dans son usage de la chanson sur scène et d'interpellations directes du public, s'inspira de Bertolt Brecht et Denis Johnston fit usage de techniques modernistes, notamment du collage, mais leurs œuvres eurent peu d'influence sur les dramaturges qui leur succédèrent. À partir des années 1970, certaines troupes sont nées afin de faire concurrence à la dominance exercée par le Théâtre de l'Abbaye, en introduisant des styles et des approches différentes. On peut noter les suivantes : Focus Theatre, Children's T Company, Project Theatre Company, Mangled Ferret, Druid Theatre, TEAM et Field Day. Ces troupes ont vu les débuts de nombreux auteurs, acteurs et metteurs en scène qui depuis connaissent un certain succès à Londres, Broadway et Hollywood ou dans d'autres genres littéraires. Roddy Doyle, Peter Sheridan, Brian Friel, Stephen Rea, Garry Hynes, Martin McDonagh et Gabriel Byrne en font partie.

### Sources
Sources (en anglais) :
- Christopher Morash, A History of Irish Theatre 1601-2000, Cambridge University Press, Cambridge, 2004.  (ISBN 0-521-64682-0)
- The Abbey Theatre
- Beckett
- Boucicault
- The Gaiety Theatre
- The Gate Theatre
- Drama and Theatre Studies at Trinity College
- Irish Writers Online
- An Taidhbhearc
- Shaw
- Wilde
- The Irish Playography